# I'm Outta Love
I'm Outta Love este un cântec pop al artistei americane Anastacia. Acesta face parte de pe albumul de debut alcântăreței, Not That Kind, lansat în 2002. Cântrcul a fost lansat ca primul single al acestui album, pe data de 29 februarie 1999. Piesa a primit numeroase critici pozitive.  I'm Outta Love a făcut-o cunoascută pe Anastacia și a demonstrat abilitățile vocale deosebite ale acesteia, fiind considerat un cântec specific ei, pe lângă  Not That Kind, Paid My Dues, One Day in Your Life și Left Outside Alone.

## Prezența în clasamnete
Single-ul s-a bucurat de un succes imens în Oceania, ajungând pe locul 1 atât în Australia cât și în Noua Zeelandă, unde a staționat pe locul 1 timp de șapte săptămâni. La nivelul  Europei s-a dovedit a fi un succes, intrând în top 10 în majoritatea clasamnetelor europene. Single-ul a făcut-o pe artistă să devină una dintre cele mai apreciate cântărețe. În SUA nu a avut mare succes, atingând doar poziția cu numărul 92, fiind până în momentul de față singurul single semnat Anastacia care intră în Billboard Hot 100. În ciuda eșecului în clasamnetul principal, în Billboard Hot Dance Club Play a atins poziția cu numărul 2.

## Clasamente
| Clasament                               | Poziția maximă |
| --------------------------------------- | -------------- |
| Australian Singles Chart                | 1              |
| Austrian Singles Chart                  | 3              |
| Canadian Singles Chart                  | 11             |
| Dutch Singles Chart                     | 3              |
| French Singles Chart                    | 2              |
| German Singles Chart                    | 6              |
| New Zealand Singles Chart               | 1 (7)          |
| Norwegian Singles Chart                 | 4              |
| Swedish Singles Chart                   | 15             |
| Swiss Singles Chart                     | 2              |
| UK Singles Chart                        | 6              |
| U.S. Billboard Hot 100                  | 92             |
| U.S. Hot Dance Music/Club Play          | 2              |
| U.S. Hot Dance Music/Maxi-Singles Sales | 11             |

## Formate și tracklisting-uri
| - 7" single 1. "I'm Outta Love" - 4:02 2. "Baptize My Soul" - 4:13 - Australian maxi single 1. "I'm Outta Love" [Radio Edit] - 3:49 2. "I'm Outta Love" [Hex Hector Radio Edit] - 4:04 3. "I'm Outta Love" [Matty's Soulflower Mix] - 5:56 4. "I'm Outta Love" [Hex Hector Main Club Mix] - 8:00 5. "I'm Outta Love" [Ron Trent's Club Mix] - 8:33 6. "Baptize My Soul" - 4:13 - Austrian CD single 1. "I'm Outta Love" [Album Version] - 4:02 2. "I'm Outta Love" [Matty's Too Deep Mix] - 9:28 - Brazilian CD promo maxi single 1. "I'm Outta Love" [Album Version] - 4:02 2. "I'm Outta Love" [Hex Hector Radio Mix] - 4:02 3. "I'm Outta Love" [Hex Hector Main Club Mix] - 7:59 4. "I'm Outta Love" [Hex Hector Dub] - 8:33 5. "I'm Outta Love" [Matty's Soulflower Mix] 6. "I'm Outta Love" [Matty's Too Deep Mix] - 9:28 7. "I'm Outta Love" [Matty's Deep Dub] 8. "I'm Outta Love" [Ron Trent's Club Mix] - 8:33 - European CD single 1. "I'm Outta Love" [Album Version] - 4:02 2. "I'm Outta Love" [Hex Hector Radio Mix] - 4:02 | - European promo single 1. "I'm Outta Love" [Album Version] - 4:02 2. "I'm Outta Love" [Matty's Soulflower Mix] - 9:28 - European maxi single 1. "I'm Outta Love" [Album Version] - 4:02 2. "I'm Outta Love" [Matty's Too Deep Mix] - 9:28 3. "I'm Outta Love" [Hex Hector Main Club Mix] - 7:59 4. "I'm Outta Love" [Hex Hector Radio Mix] - 4:02 - UK 12" promo single 1. "I'm Outta Love" [Rhythm Masters Vocal Mix] 2. "I'm Outta Love" [Rhythm Masters Vocal Dub] 3. "I'm Outta Love" [Ron Trent's Club Mix] - 8:33 - UK maxi single 1. "I'm Outta Love" [Radio Edit] - 3:49 2. "I'm Outta Love" [Rhythm Masters Vocal Mix] 3. "I'm Outta Love" [Ron Trent's Club Mix] - 8:33 4. "I'm Outta Love" [Video] - U.S. 12" maxi single 1. "I'm Outta Love" [Hex Hector Main Club Mix] - 7:59 2. "I'm Outta Love" [Hex Hector A Capella] - 3:57 3. "I'm Outta Love" [Hex Hector Dub] - 8:33 4. "I'm Outta Love" [Hex Hector Radio Edit] - 4:04 - U.S. CD single 1. "I'm Outta Love" [Album Version] - 4:02 2. "I'm Outta Love" [Hex Hector Radio Mix] - 4:02 3. "Baptize My Soul" - 4:13 |

## Versiuni Oficiale
- Album Version - 4:02
- Hex Hector A Capella - 3:57
- Hex Hector Dub - 8:40
- Hex Hector Main Club Mix - 7:58
- Hex Hector Radio Edit - 4:02
- Hex Hector Mixshow Edit - 6:15
- Hex Hector Unreleased Club Mix (sample; never leaked in entirety) - 2:43
- Matty's Too Deep Mix - 9:30
- Matty's Soulflower Mix - 5:57
- Ron Trent's Club Mix - 8:32
- Sleaze Sisters Anthem Mix (unreleased) - 10:00
- Eddie Baez Mix (unreleased) - 3:27
- Matt & Vito Mix (unreleased) - 10:07
- Matt & Vito Radio Edit (unreleased) - 4:23
- Rhythm Masters Vocal Mix - 6:51
- Rhythm Masters Vocal Dub - ?:??